# 宮石町
宮石町（みやいしちょう）は、愛知県岡崎市の町名である。町内に新東名高速道路岡崎サービスエリアが所在している。丁番を持たない単独町名であり、31の小字が設置されている。

## 地理
岡崎市の北西部に位置する。小字が設置されているが丁目は設定されていない。

### 河川
- 郡界川
  - 冨川

### 小字
| - 字明坂（あけさか） - 字アマカタ（あまかた） - 字安張戸上（あんばりどかみ） - 字安張戸下（あんばりどしも） - 字イセキ（いせき） - 字入ノ洞（いりのほら） - 字ヲイヌカソレ（おいぬかそれ） - 字御申堂（おさるどう） - 字ヲチタ（おちた） - 字ヲナベ沢（おなべさわ） - 字海道上（かいどうかみ） - 字海道下（かいどうした） - 字上宮下（かみみやした） - 字下り戸（くだりど） - 字小屋野（こやの） - 字御用田（ごようでん） | - 字サクラジリ（さくらじり） - 字佐田（さだ） - 字島ノ前（しまのまえ） - 字下法沢（しもほうさわ） - 字下宮下（しもみやした） - 字トウモ（とうも） - 字ナギノ沢（なぎのさわ） - 字仁本地（にほんじ） - 字ヌマノ入（ぬまのいり） - 字根浦（ねうら） - 字半田（はんだ） - 字平岩（ひらいわ） - 字道ケ入（みちがいり） - 字六ツ田（むつだ） - 字モチイ田（もちいだ） |

## 世帯数と人口
2019年（令和元年）5月1日現在の世帯数と人口は以下の通りである。
| 町丁   | 世帯数  | 人口  |
| ------ | ------- | ----- |
| 宮石町 | 157世帯 | 425人 |

### 人口の変遷
国勢調査による人口の推移
| 1995年（平成7年）  | 529人 | [ 5 ] |  |
| 2000年（平成12年） | 495人 | [ 6 ] |  |
| 2005年（平成17年） | 456人 | [ 7 ] |  |
| 2010年（平成22年） | 480人 | [ 8 ] |  |
| 2015年（平成27年） | 430人 | [ 9 ] |  |

## 小・中学校の学区
市立小・中学校に通う場合、学区は以下の通りとなる。
| 番・番地等 | 小学校             | 中学校               |
| ---------- | ------------------ | -------------------- |
| 全域       | 岡崎市立奥殿小学校 | 岡崎市立新香山中学校 |

## 歴史
額田郡宮石村を前身とする。
1889年に奥殿村、桑原村、川向村、宮石村、渡通津村、日影村が合併し、奥殿村となる。同日、宮石村廃止。
1928年から岩津町となる。1955年岩津町が岡崎市に編入され、岡崎市宮石町となった。
2016年に新東名高速道路岡崎サービスエリアに開通した。

## 施設
- 宮石町公民館
- 八幡宮

## 交通
- 新東名高速道路
  - 岡崎サービスエリア
- 愛知県道338号花沢桑原線（大給の里道）

## その他

### 日本郵便
- 郵便番号 : 444-2109[3]（集配局：岩津郵便局[11]）。

## 参考資料
- 「角川日本地名大辞典」編纂委員会 編『角川日本地名大辞典 23 愛知県』角川書店、1989年3月8日。ISBN 4-04-001230-5。
- 有限会社平凡社地方資料センター 編『日本歴史地名体系第23巻 愛知県の地名』平凡社、1981年。ISBN 4-582-49023-9。